# Upplands runinskrifter 599
Upplands runinskrifter 599 är en vikingatida runsten av granit i Hanunda, Hökhuvuds socken och Östhammars kommun. Runstenen är 1,8 meter hög, 1,65 meter bred vid basen, 1,4 meter bred upptill och 0,3-0,35 meter tjock. Runornas höjd varierar mellan 7,5-10 centimeter. Ristningen är signerad av Torfast som också ristat U 629. Trots att det är ett stort avstånd mellan de båda stenarna är det utan tvivel samma ristare. Stenarna är liknande på många sätt bland annat är de prydda av en fågel och att vissa stavningar är gemensamma. U 599 har också vissa överensstämmelser i ornamentiken med U 375, bland annat hästen med ryttaren.

## Inskriften
Translitterering av runraden:
orniutr × ak × uihniutr × ak × s(i)ihniutr × þiʀ l(i)tu rasa stan þinsa aft-(ʀ) ...(m) × faþur sin × þurfostr × hriti runoʀ
Normalisering till runsvenska:
Arnniutr ok Vigniutr ok Signiutr þæiʀ letu ræisa stæin þennsa æft[i]ʀ ..., faður sinn. Þorfastr risti runaʀ.
Översättning till nusvenska:
Arnnjut och Vignjut och Signjut de läto resa denna sten efter ..., sin fader. Torfast ristade runorna.